# Pinus chiapensis
Pinus chiapensis é uma espécie de pinheiro originária do Novo Mundo. Faz parte do grupo de espécies de pinheiros com área de distribuição na Guatemala e México.